# Velone-Orneto
Velone-Orneto (in corso Velone è Ornetu) è un comune francese di 115 abitanti situato nel dipartimento dell'Alta Corsica nella regione della Corsica.

## Società

### Evoluzione demografica
Abitanti censiti